# Scrophularia nodosa
La scrofularia nodosa o castagnola (Scrophularia nodosa L. 1753) è una pianta perenne della famiglia delle Scrofulariacee, caratterizzata da un fiore piccolo e poco appariscente.

## Descrizione
La pianta ha un fusto dritto a sezione quadrata, alto circa un metro con foglie opposte. Le foglie sono larghe e cuoriformi-lanceolate dal margine dentellato. La corolla urceolata di colore bruno-verde è bilabiata. I due lobi superiori sono più lunghi e formano come un piccolo tetto di colore violetto. 
Il frutto è una capsula piriforme contenente dei piccoli semi, sormontato da uno stilo contorto persistente.
La pianta ha un odore pungente e sgradevole quando schiacciata.
Le radici formano dei noduli da cui deriva il nome.

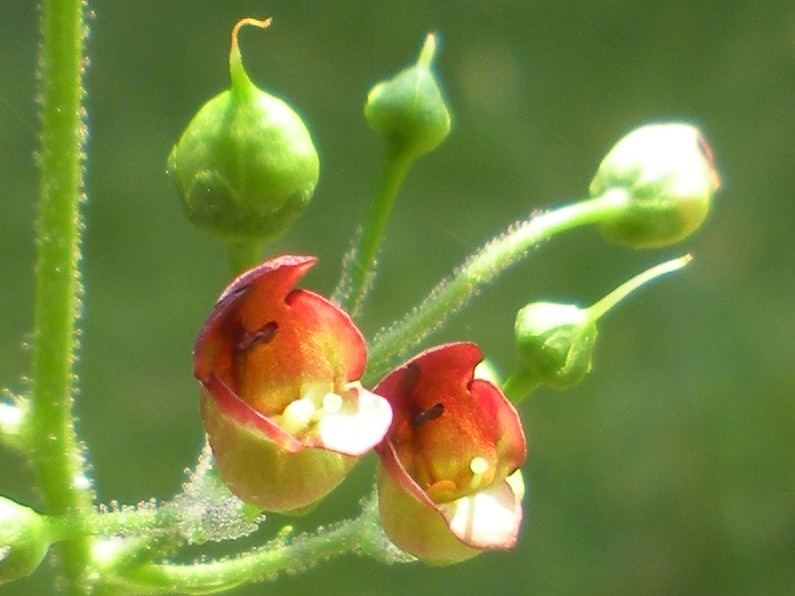
Fiori di Scrophularia nodosa

## Ecologia
Vive in luoghi umidi e ombrosi e lungo ruscelli e fiumi. Fiorisce da giugno ad ottobre. La pianta è ospite per diverse falene tra cui il nottuide Shargacucullia scrophulariae e per un symphyta Tenthredo scrophulariae.

## Storia
Nella medicina popolare, la scrofularia era conosciuta per il potere di guarire ferite e diversi disturbi quali emorroidi, problemi al fegato, ai reni e allo stomaco. Veniva usata anche come antidolorifico e contro disturbi della pelle. 
Nella medicina ufficiale del XVII secolo la pianta veniva considerata una cura contro la scrofula. In Italia questa patologia si chiama adenite tubercolare, una infezione dei linfonodi da mycobacterium tubercolosis.
Altre specie di questo genere hanno le stesse proprietà curative ma sono meno efficaci.